# Jean Baptiste Eugène Estienne
Jean Baptiste Eugène Estienne (Condé en Barrois, 7 novembre 1860 – Parigi, 2 aprile 1936) è stato un ingegnere (militare) francese.

## Biografia
Frequenta il liceo Saint-Dizier e poi il liceo di Bar le Duc dimostrando buona predisposizione per la matematica, a 19 anni entra all'Ecole Polytechnique, da cui esce a 23 anni con una mediocre classifica (135° in graduatoria), mente brillante, con una cultura molto superiore alla media della classe militare si dimostra uno spirito ribelle e insofferente.
Viene assegnato alla Ecole de Application de l'Artillerie a Fontainebleau come sottotenente e dopo un anno mandato al 25º reggimento d'artiglieria di Vannes. Nel 1891 diventa capitano, come capo del Service de precision dell'Atelier de fabrication di Bourges scrive brillanti articoli e mette a punto strumenti per la balistica. Nel 1902, promosso maggiore dirige la Sezione tecnica  di artiglieria a Parigi. nel 1907 è a capo della scuola di artiglieria di Grenoble.

## Pioniere dell'aviazione militare
Nel 1909 il ministro della guerra francese, generale Jean Brun, decide di dotare l'esercito di servizio aereo, Estienne viene messo a capo del nascente settore come direttore dell'Etablissement d'Aviation Militaire e l'anno successivo, promosso colonnello il Service Special Commandant Estienne diploma i primi piloti. Allo scoppi della prima guerra mondiale  è comandante del 22º reggimento d'artiglieria nella divisione del generale Pétain, le esperienze nelle battaglie di Charleroi e della Marna, dove ha a disposizione due aerei da ricognizione gli fanno dire, rivolto ai suoi ufficiali

## Pioniere dell'artiglieria corazzata
Nel 1915 prende contatto con il comandante supremo Joseph Joffre con la proposta di sviluppare un mezzo cingolato per sfondare i reticolati di filo spinato su un innovativo progetto sviluppato dell'ingegnere Eugène Brillié.
Nel 1933 si ritira sulla Costa Azzurra a Nizza. Viene insignito della gran croce della Legione d'Onore nel 1934.
Muore il 2 aprile 1936 all'ospedale Val-de-Grâce a Parigi. È sepolto nel cimitero Cimiez a Nizza.